# Kasteel De Tegelarije

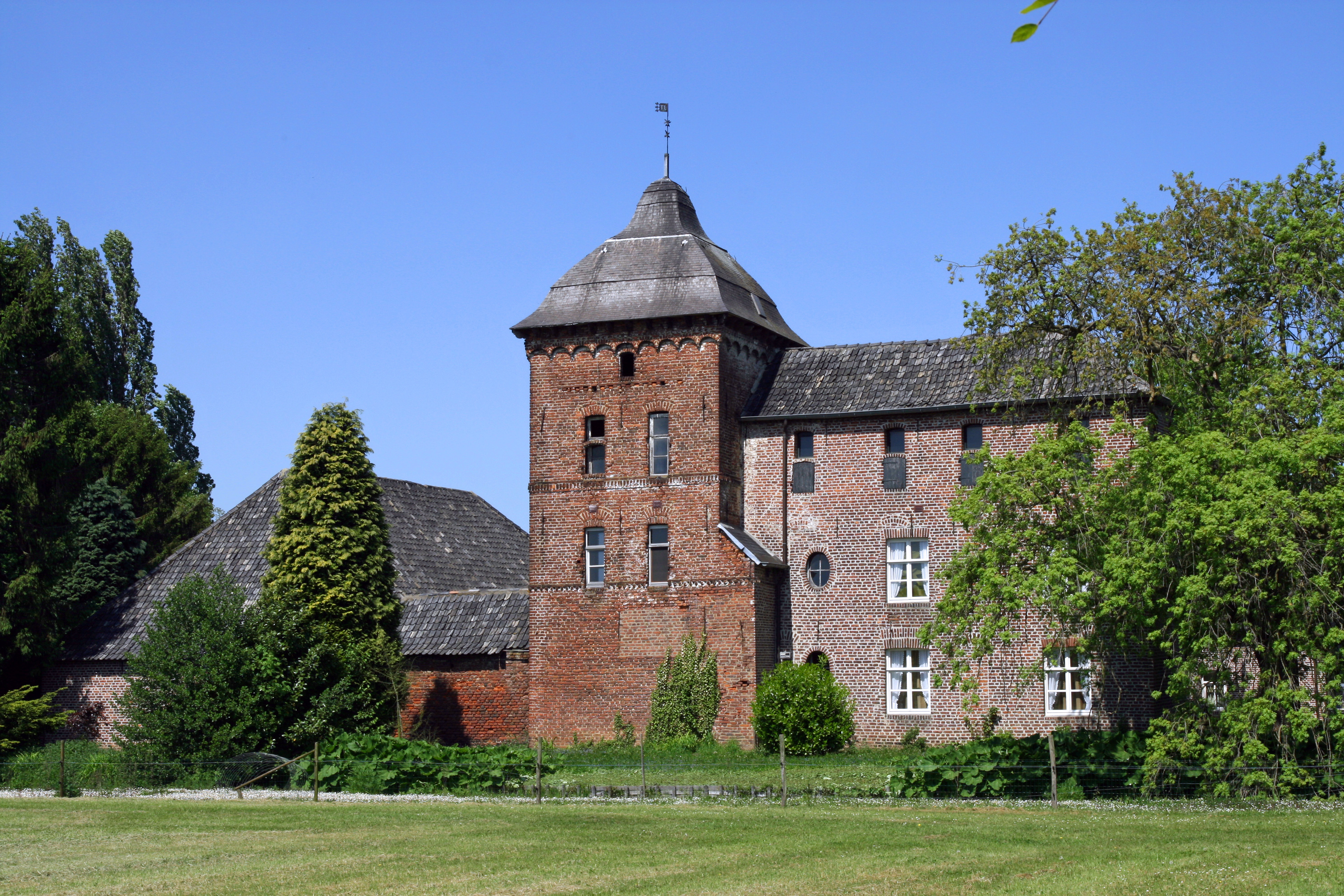
De Tegelarije

Kasteel De Tegelarije (ook: Tegelereye) is een kasteelachtig gebouw te Maasniel, gelegen aan Elmpterweg 55-55a.
Het huis werd gebouwd in 1650 door kolonel François Bitot, en het werd ontworpen in de trant van een middeleeuwse verdedigbare burcht.
Het gebouw is gedeeltelijk omgracht en het bevat een hoofdgebouw van drie verdiepingen, een zware vierkante toren en lagere, boerderij-achtige, bijgebouwen.